# Dieffenbachia
Dieffenbachia Schott, 1829 è un genere di piante erbacee perenni sempreverdi della famiglia delle Aracee, diffuse nell'ecozona neotropicale.
Alcune specie sono popolari come pianta ornamentale per la forma e il colore del fogliame. Le Dieffenbachia hanno anche una certa tossicità, in quanto contengono sostanze che hanno un'attività irritativa per contatto con la bocca e gli occhi e le mucose in genere; se vengono masticate o ingerite parti di foglia o fusti l'infiammazione può essere intensa.

## Etimologia
Il nome del genere è un omaggio al naturalista tedesco Ernst Dieffenbach (1811-1855).

## Descrizione
Il genere comprende specie erbacee con foglie variegate molto grandi, oblunghe, macchiate o marmorizzate di bianco, avorio o verde chiaro sul corto fusto robusto; i fiori sono insignificanti e a volte raccolti in una pannocchietta.

## Tassonomia
Il genere comprende le seguenti specie:
- Dieffenbachia aglaonematifolia Engl.
- Dieffenbachia antioquensis Linden & André
- Dieffenbachia aurantiaca Engl.
- Dieffenbachia beachiana Croat & Grayum
- Dieffenbachia bowmannii Carrière
- Dieffenbachia brittonii Engl.
- Dieffenbachia burgeri Croat & Grayum
- Dieffenbachia cannifolia Engl.
- Dieffenbachia concinna Croat & Grayum
- Dieffenbachia copensis Croat
- Dieffenbachia cordata Engl.
- Dieffenbachia costata Klotzsch ex Schott
- Dieffenbachia crebripistillata Croat
- Dieffenbachia daguensis Engl.
- Dieffenbachia davidsei Croat & Grayum
- Dieffenbachia duidae (Steyerm.) G.S.Bunting
- Dieffenbachia elegans A.M.E.Jonker & Jonker
- Dieffenbachia enderi Engl.
- Dieffenbachia fortunensis Croat
- Dieffenbachia fosteri Croat
- Dieffenbachia fournieri N.E.Br.
- Dieffenbachia galdamesiae Croat
- Dieffenbachia gracilis Huber
- Dieffenbachia grayumiana Croat
- Dieffenbachia hammelii Croat & Grayum
- Dieffenbachia herthae Diels
- Dieffenbachia horichii Croat & Grayum
- Dieffenbachia humilis Poepp.
- Dieffenbachia imperialis Linden & André
- Dieffenbachia isthmia Croat
- Dieffenbachia killipii Croat
- Dieffenbachia lancifolia Linden & André
- Dieffenbachia leopoldii W.Bull
- Dieffenbachia longispatha Engl. & K.Krause
- Dieffenbachia lutheri Croat
- Dieffenbachia macrophylla Poepp.
- Dieffenbachia meleagris L.Linden & Rodigas
- Dieffenbachia nitidipetiolata Croat & Grayum
- Dieffenbachia obliqua Poepp.
- Dieffenbachia obscurinervia Croat
- Dieffenbachia oerstedii Schott
- Dieffenbachia olbia L.Linden & Rodigas
- Dieffenbachia paludicola N.E.Br. ex Gleason
- Dieffenbachia panamensis Croat
- Dieffenbachia parlatorei Linden & André
- Dieffenbachia parvifolia Engl.
- Dieffenbachia pittieri Engl. & K.Krause
- Dieffenbachia rodriguezii Croat & O.Ortiz
- Dieffenbachia seguine (Jacq.) Schott
- Dieffenbachia shuttleworthii W.Bull ex T.Moore & Mast.
- Dieffenbachia standleyi Croat
- Dieffenbachia tonduzii Croat & Grayum
- Dieffenbachia weberbaueri Engl.
- Dieffenbachia weirii Berk.
- Dieffenbachia wendlandii Schott
- Dieffenbachia williamsii Croat
- Dieffenbachia wurdackii Croat

## Coltivazione

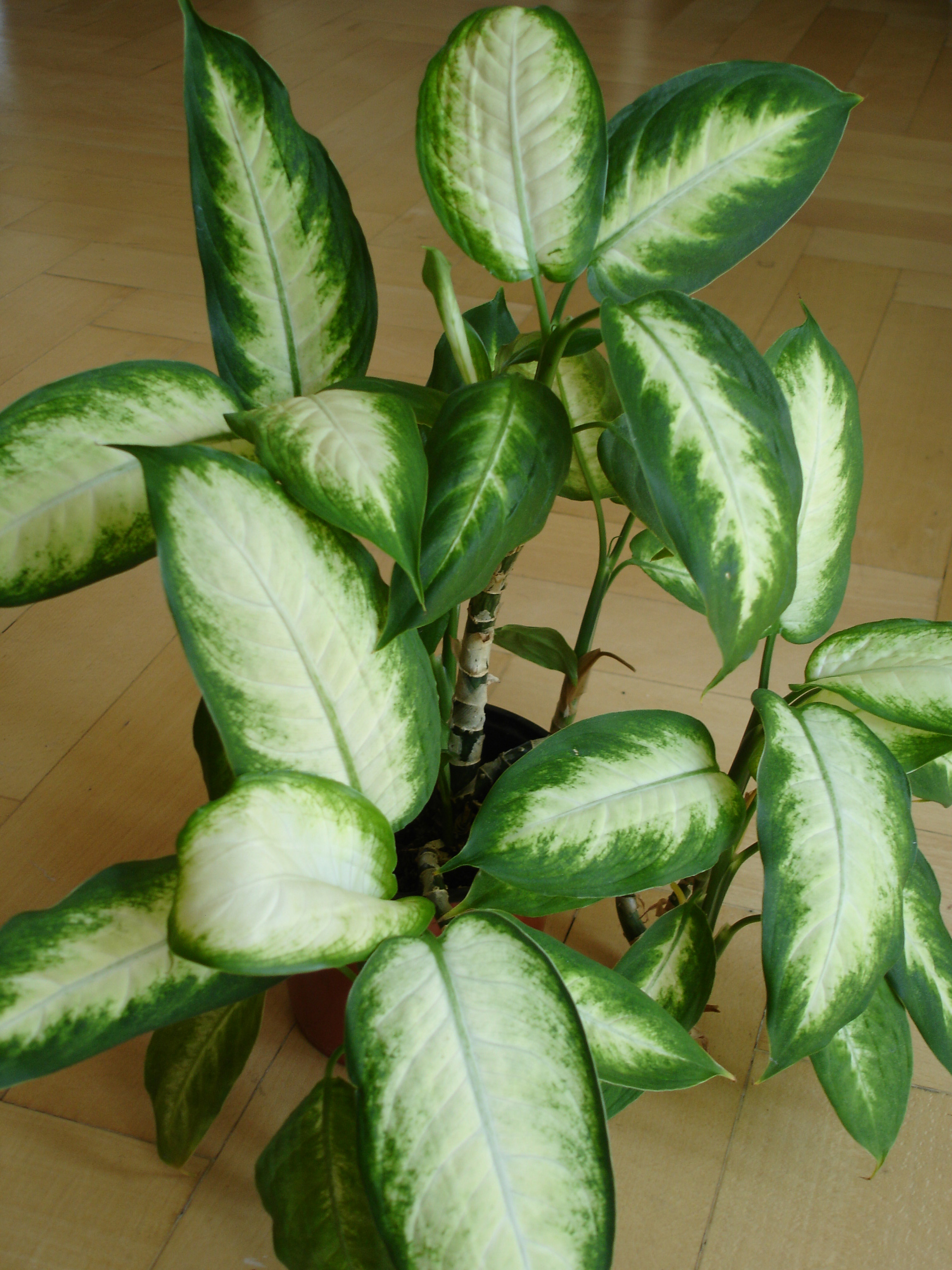
Dieffenbachia bowmanni var. Camilla è una varietà assai diffusa in commercio.

La dieffenbachia si coltiva di preferenza in una serra caldo-umida e richiede un'esposizione luminosa con luce diffusa. La permanenza negli appartamenti è possibile, ma bisogna mettere in conto la caduta delle foglie inferiori. La pianta necessita di temperatura costante, mai inferiore ai 13 °C, evitando la vicinanza dei termosifoni; le annaffiature devono essere abbondanti, ma diradate d'inverno, per mantenere il terreno sempre fresco senza eccessi e ristagni d'acqua. Nella stagione calda occorre vaporizzare le foglie frequentemente.
Si concima due o tre volte al mese in estate con fertilizzante liquido sciolto nell'acqua delle annaffiature. Va rinvasata in primavera ogni due anni; nel caso di esemplari più vecchi si rinterra, usando terriccio universale ben drenato, arricchito con stallatico ben maturo.
La moltiplicazione avviene per talea tra aprile e giugno, usando la parte superiore del fusto; la parte del fusto rimasta può essere suddivisa tagliandola in tanti segmenti lunghi 8 cm, che formeranno un tronchetto con un ciuffo di fusti secondari.
Le dieffenbachia possono essere coltivate in idrocoltura in serra calda.

## Avversità
- Gli eccessi idrici possono favorire il marciume radicale, del colletto e fogliare
- Ambienti non idonei comportano il disseccamento delle foglie e la spoliazione della parte inferiore del fusto
- Temperature troppo basse provocano il marciume dell'intera pianta
- I parassiti sono i batteri, le cocciniglie, il ragnetto rosso e gli afidi